# Señoríos aimaras
Los señoríos aymaras, también conocidos como señoríos aimaras, reinos aymaras o reinos lacustres, fueron un conjunto de entidades políticas indígenas que surgieron en el Altiplano andino tras la desintegración del Imperio Tiahuanaco, durante el Período Intermedio Tardío.  Se desarrollaron aproximadamente entre 1150 y el 1477, antes de ser incorporados al Tahuantinsuyo. Su organización se basaba en confederaciones de diarquías, y sus principales centros fueron Hatunqulla (Collas), Cutimbo (Lupacas) y Caquiaviri (Pacajes). Las lenguas predominantes eran el aymara y el puquina. 
La posterior incorporación de estos señoríos al Tahuantinsuyo, ya fuera mediante alianzas o conquista, marcó un proceso clave de integración regional antes de la llegada de los españoles.
Aunque los señoríos desaparecieron, sus descendientes actuales suman cerca de dos millones de personas distribuidas en Bolivia, Perú, Chile y Argentina.

## Origen
Los señoríos aimaras surgieron en el Altiplano andino tras la desintegración del Estado Tiwanaku, proceso que tuvo lugar hacia el año 1000 d. C. La desaparición de esta civilización originó una fragmentación política en el área, dando paso al Período Intermedio Tardío (ca. 1000–1450), caracterizado por la formación de múltiples entidades autónomas, entre ellas los señoríos aymaras.
Estas nuevas unidades políticas ocuparon la meseta del Collao, actual región comprendida entre el sur del Perú, el occidente de Bolivia y el norte de Chile y Argentina. Aunque heredaron elementos culturales y tecnológicos de Tiwanaku, los señoríos aymaras desarrollaron formas propias de organización territorial, económica y religiosa.
En cuanto a la lengua, diversos estudios han propuesto que el puquina y el aimara coexistieron en el altiplano durante este periodo. Mientras el puquina pudo haber sido dominante en tiempos de Tiwanaku, el aimara se consolidó posteriormente como lengua franca en la región.

## Organización política y económica
Los señoríos aymaras estaban organizados en confederaciones de ayllus, que eran unidades sociales y económicas basadas en lazos de parentesco. La estructura política se caracterizaba por una diarquía dual, dividida en las mitades hanan (alta) y urin (baja), reflejo de la cosmovisión andina que valoraba la complementariedad y el equilibrio.
El liderazgo recaía en curacas o mallkus, quienes dirigían los ayllus y coordinaban actividades productivas y ceremoniales. Por debajo de ellos existían figuras como los yalitas, encargados de administrar comunidades específicas. La organización social también incluía estructuras mayores como las markas y suyu, que agrupaban varios ayllus en niveles territoriales superiores.
Económicamente, los señoríos practicaban un modelo de control vertical de pisos ecológicos, que permitía aprovechar diferentes ambientes altiplánicos para la agricultura y la ganadería. El sistema de reciprocidad, mediante prácticas como el ayni y la minka, regulaba la cooperación entre comunidades y la redistribución de recursos.

## Cultura material y arquitectura
Los señoríos aymaras desarrollaron una notable cultura material y un estilo arquitectónico propio, destacándose especialmente en la construcción de chullpas, torres funerarias que funcionaban como monumentos para los antepasados y símbolos del poder de las élites locales. Estas estructuras se caracterizaban por su forma cilíndrica o cuadrangular, construidas con piedra tallada y ubicadas en sitios elevados o estratégicos dentro del territorio.
Los asentamientos aymaras incluían también recintos residenciales,  plazas ceremoniales y sistemas agrícolas adaptados a las condiciones ecológicas del altiplano. La arquitectura expresaba elementos fundamentales de la cosmovisión andina, articulando la relación entre la sociedad, el paisaje y el orden político-religioso.
Este legado arquitectónico ha sido interpretado como testimonio de la complejidad sociopolítica de los señoríos, y se considera que ejerció una influencia significativa en las formas constructivas desarrolladas posteriormente por el Tahuantinsuyo y, más tarde, durante la época colonial.

## Principales señoríos aimaras
Durante el Período Intermedio Tardío, se consolidaron diversos señoríos aymaras en el Altiplano Sur Andino, organizados en torno a confederaciones de ayllus y dirigidos por élites locales. Estos señoríos compartían elementos culturales y formas de organización jerárquica similares, aunque mantenían autonomía política y relaciones cambiantes de alianza, conflicto e intercambio entre sí. 

El mapa de los reinos de la etnohistoriadora Thérèse Bouysse-Cassagne de 1987

Diversos estudios etnohistóricos, como el de Thérèse Bouysse-Cassagne, han identificado al menos una docena de estos señoríos, que se distribuían en un amplio territorio que abarca regiones actuales de Perú, Bolivia, Chile y Argentina.
Entre los señoríos más conocidos se encuentran:
- Canchis (actuales regiones del Cusco y Apurímac)
- Canas (Cusco, Puno y Arequipa)
- Collas (Puno y parte de Arequipa)
- Lupacas (Puno, Moquegua y Tacna)
- Pacajes (La Paz, Oruro y parte de Puno)
- Carangas (Oruro, Arica y Parinacota, Tarapacá y Tacna)
- Soras (Oruro, Cochabamba y La Paz)
- Charcas (Cochabamba, Potosí y Chuquisaca)
- Quillacas (Oruro y Potosí)
- Cara-Cara (Oruro, Potosí y Chuquisaca)
- Chuis (Cochabamba y Chuquisaca)
- Chichas (Potosí y Chuquisaca)

Algunas clasificaciones etnohistóricas incluyen además señoríos cuya filiación aimara ha sido objeto de debate, como los Callahuaya (La Paz y Puno) y los Yamparas (Chuquisaca).

### Canas y Canchis
Los Canas y los Canchis fueron grupos aimaras que habitaron fuera de la meseta del Collao, al norte del nudo de Vilcanota, en las nacientes de los ríos Vilcanota y en la actual provincia de Espinar (Perú). Antes de la expansión del Tahuantinsuyo, estos grupos fueron aliados y participaron como tropas auxiliares en campañas miliares, como la invasión de Andahuaylas, apoyando a los incas a cambio de botines de guerra.

### Carangas
Los Carangas habitaron la región del río Lauca, con su posible capital en Hatun Carangas, mencionado en registros etnográficos. Sus registros arqueológicos son escasos y poco estudiados, aunque se les asocia con grupos de chullpares polícromos dispersos al norte del Salar de Coipasa (Bolivia). Durante la época virreinal, se reportó que los Carangas poseían territorios en Arica, el río Lluta y el Valle de Azapa (Chile), destacando por su destreza en la crianza de camélidos. Entre los pocos líderes registrados antes de la conquista inca figuran Choquichambi, su esposa Mama Villca y su hijo Layme, entre otros.

### Soras
Los Soras fueron un señorío cuyo territorio limitaba al este con el de los Carangas, ocupando la zona oriental del Lago Uru Uru y extendiéndose hacia el sur hasta los dominios de los Quillacas. Hacia al este, controlaban territorios en la actual Cochabamba y norte de Potosí.
Los soras tenían como capital el poblado de Paria, donde existían dos sectores: una "Paria vieja" con arquitectura indígena y una "Paria nueva", construida según el modelo español. Durante la conquista inca del Collasuyo, Paria fue la capital administrativa de estos territorios.

### Charcas
Los Charca fueron un reino aimara que habitó la cuenca alta del río Cachimayu, en la actual Sucre, y los valles entre Cochabamba, Oruro, Potosí y Chuquisaca en Bolivia. Se destacaban por su habilidad para la guerra, razón por la cual, durante el Tahuantinsuyo, servían como mitimaes en el ejército incaico.
Junto con el pueblo Kara-kara, apoyaron la conquista del Chinchaysuyu. Originalmente, también realizaban tareas agrícolas, pero con la expansión del imperio, su retorno a sus tierras se dificultó. Debido a esto, los incas los eximieron de las labores agrícolas, dedicándolos exclusivamente al servicio militar.

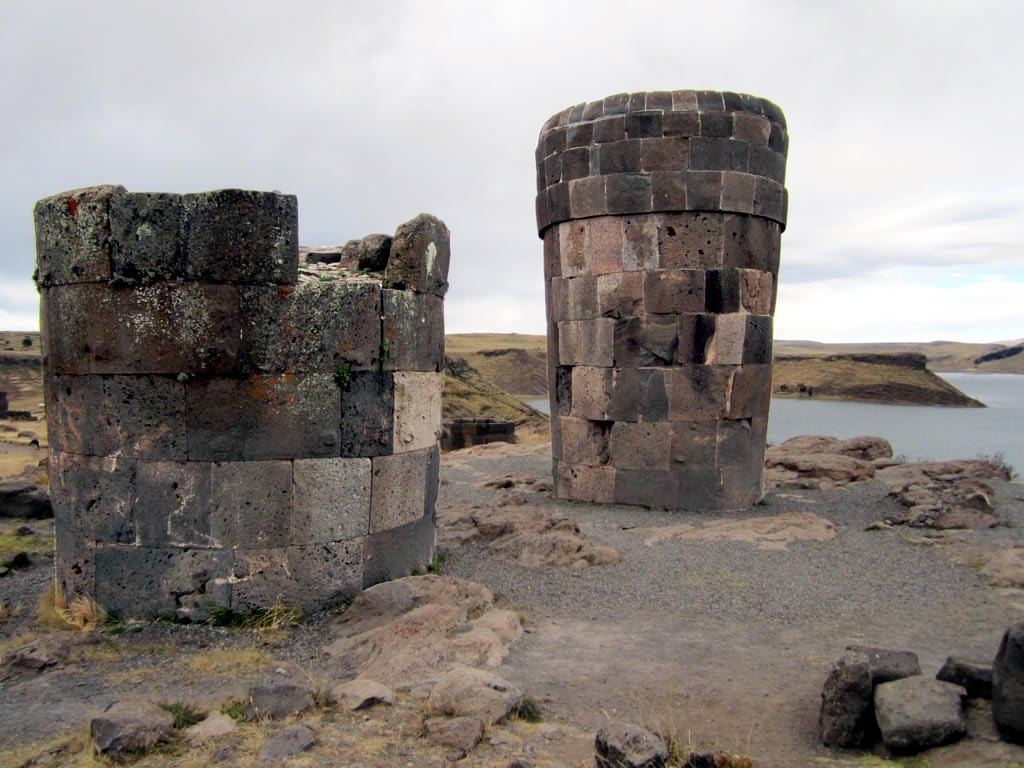
Chullpas en Atuncolla

### Collas
En el caso de los collas, destacan arqueológicamente los restos de Hatuncolla, ubicado al noreste del lago Titicaca cerca de la actual ciudad de Puno. Este sitio ha sido intensamente estudiado por Catherine Julián, quien lo identifica como su posible capital.
Los collas están estrechamente asociados con el complejo funerario de Sillustani, compuesto por chullpas monumentales, situadas a poca distancia de Hatuncolla.

### Lupacas
Los lupacas (lupaqa) fueron un grupo étnico que habitó la ribera suroeste del lago Titicaca. Su territorio estaba organizado en siete subdivisiones: Chucuito (capital), Ácora, Ilave, Yunguyo, Pomata, Zepita y Juli. Cada subdivisión a su vez se dividía en dos «saya» (a excepción de Juli que tuvo tres «saya»). Cada una de estas subdivisiones se dividía en dos saya, con excepción de Juli, que tenía tres. A su vez, cada saya estaba compuesta por varios hatha, término aimara equivalente a ayllu.
En la costa del océano Pacífico, en las tierras contiguas al Collao, los lupacas poseían tierras en los valles de los ríos Moquegua, Locumba, Sama, Caplina, Lluta, Azapa y Camarones. También hay registros etnohistóricos de su presencia en los valles templados de Chicaloma y Capinota en los valles interandinos de Bolivia), donde cultivaban coca.
Los lupacas no ejercían un dominio absoluto sobre los valles de la vertiente del Pacífico, sino que poseían porciones de tierra de forma discontinua, un modelo de organización que el etnohistoriador John Murra denominó «archipiélago vertical». Estas tierras eran trabajadas por los «hatha» del altiplano con el objetivo de producir cultivos en diversas regiones ecológicas y así complementar su alimentación. En estos valles también existían "islas ecológicas" pertenecientes a otros reinos aymaras, como los collas y los pacajes, que en el altiplano ocupaban territorios al norte y sur de los lupacas, respectivamente.

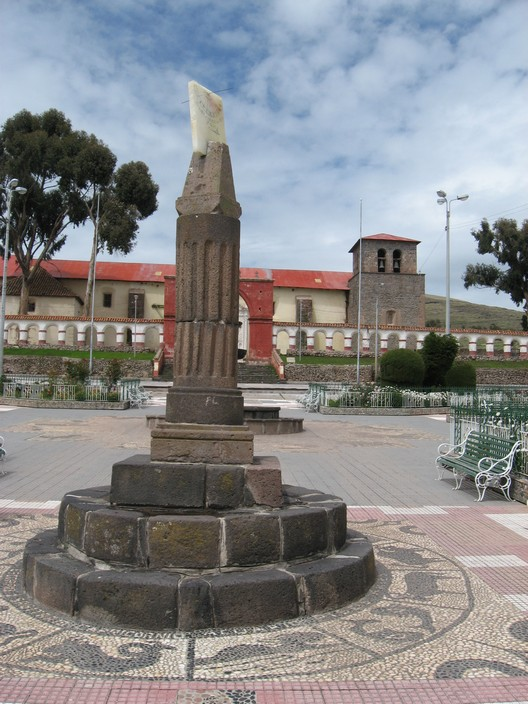
Chucuito capital del Reino Lupaca

### Pacajes
Los pacajes o pacaza fueron un grupo aimara que habitó el territorio situado al sureste del lago Titicaca. Su capital fue Caquiaviri, y estaban divididos en dos grupos: «omasuyu» y «urcusuyu».
Su territorio se extendía:
- Por el sur, hasta Sica Sica y Umala, donde comenzaban los dominios de los señoríos caranga y sora.
- Por el noreste, hasta la península de Achacachi, donde iniciaba el territorio colla.
- Por el noroeste, hasta la naciente del río Desaguadero, en el Titicaca, donde comenzaba el territorio lupaca.

Los registros etnohistóricos indican que los pacajes también poseían territorios en Calamarca y Larecaja, además de varios cultivos de coca en las yungas. Existen evidencias arqueológicas de su presencia en la costa, en las cuencas de los ríos Caplina, Lluta y Azapa.
Los vestigios mejor conservados de los pacajes son los chullpares, estructuras funerarias dispersas tanto en el altiplano como en sus colonias de tierras más bajas. Las chullpas pacajes presentan gran diversidad: algunas están construidas en barro con revestimiento de colores, mientras que otras son de piedra con bases cuadradas, rectangulares o circulares.
Investigaciones en la  «chullpa grande de Pirapi Chico», en Achiri, la sitúan en tiempos preincaicos, aunque presenta un estilo constructivo incaico. Esta misma particularidad se observa en la chullpa «Chosi Kani», en Anantuco, y en la Fortaleza de Jachaphasa, fechada entre el 1323 y 1428, antes de la conquista inca de los pacajes.

## Relaciones con el Tahuantinsuyo
La incorporación de los señoríos aymaras al Tahuantinsuyo fue un proceso gradual que combinó mecanismos diplomáticos, alianzas y campañas militares. Según cronistas como Pedro Cieza de León y Santa Cruz Pachacuti, los incas aprovecharon las rivalidades internas entre los señoríos para facilitar su avance en el altiplano. Uno de los conflictos más significativos enfrentó a los curacas de Chucuito (Lupacas) y Hatuncolla (Collas). El inca Wiracocha intentó intervenir en esta disputa aliándose secretamente con los Lupacas, pero su estrategia fue descubierta por el curaca colla Cari, quien atacó y derrotó a los lupacas en las cercanías de Paucarcolla, antes de la llegada del ejército cusqueño.
Tras esa victoria, los Collas ampliaron su dominio territorial, llegando hasta zonas de la vertiente del Pacífico. Sin embargo, bajo el reinado del inca Pachacútec, el Tahuantinsuyo lanzó una ofensiva definitiva. De acuerdo con Sarmiento de Gamboa, el curaca colla —identificado como Colla Capac o Chuqui Capac, según distintas fuentes— fue derrotado y capturado cerca de Hatuncolla, lo que marcó el sometimiento de los Collas y abrió paso a la incorporación del resto de los señoríos aymaras.
Tras la conquista, los incas aplicaron su política de integración: reubicaron poblaciones mediante el sistema de mitmakuna, reorganizaron los ayllus locales y mantuvieron a muchos curacas como autoridades subordinadas al Cusco. La lengua aimara continuó siendo hablada en el Collao, y se conservaron cultos locales, aunque se incorporaron también prácticas rituales estatales. Desde entonces, los incas utilizaron el término “Colla” para designar colectivamente a todos los señoríos aymaras, que quedaron integrados en la región del Collasuyo, una de las cuatro divisiones del imperio.

## Legado y continuidad
A pesar de la disolución de los señoríos aymaras tras la expansión del Tahuantinsuyo y, posteriormente, durante el período colonial, su legado sociopolítico y cultural ha perdurado hasta la actualidad. Muchas comunidades aymaras contemporáneas mantienen estructuras de organización comunal basadas en principios de reciprocidad, parentesco y territorialidad que tienen raíces en los antiguos ayllus.
Asimismo, ciertas prácticas rituales, formas de cultivo en terrazas, y el uso de sistemas hidráulicos de origen prehispánico continúan vigentes en regiones del altiplano de Bolivia, Perú y Chile. La lengua aimara, que fue una de las principales lenguas de comunicación interétnica entre los señoríos, sigue siendo hablada por millones de personas, lo que refuerza su continuidad cultural.
En el ámbito político contemporáneo, los descendientes de estos señoríos han desempeñado un papel destacado en los procesos de reconocimiento de derechos indígenas, autonomía territorial y demandas por la protección de sitios sagrados, como los apachetas y cerros tutelares. En varios países andinos, como Bolivia y Chile, han sido reconocidos como pueblos originarios con personalidad jurídica, derechos territoriales y representación política.